# Generalist (økologi)
 For alternative betydninger, se Generalist (flertydig). (Se også artikler, som begynder med Generalist)
Generalist (af latin generalis = "indenfor slægten", "hørende til det hele") bruges i økologi om arter, som har opnået evne til at leve under mange forskellige nicheforhold. Det giver den slags arter muligheder for at opbygge populationer næsten overalt.
Eksempler på generalister:
Dyr
- Menneske
- Kakerlak
- Gråspurv

Planter
- Bredbladet Vejbred (Plantago major)
- Glansbladet Hæg (Prunus serotina)
- Enårig Rapgræs (Poa annua)